# 祖国統一賞
祖国統一賞（そこくとういつしょう、朝鮮語: 조국통일상、チョグクトンイルサン、祖國統一賞）は、北朝鮮の勲章のひとつ。
1990年、朝鮮民主主義人民共和国（北朝鮮）最高人民会議が制定した。「南北・海外で民族の自主権と平和統一を実現するための偉業に貢献した愛国者」を対象とする。

## 受賞者
- 文益煥 - 牧師[1]、統一運動家。
- 林秀卿[1] - 学生運動家、政治家。
- 李仁模[1] - ジャーナリスト、非転向長期囚。
- 金容淳 - 朝鮮労働党統一戦線部部長[1]。
- 金九 - 独立運動家[2]。
- 呂運亨 - 独立運動家[2]。
- 文鮮明 - 宗教家[2]、実業家。